# IC 1947
IC 1947 — галактика типу E (еліптична галактика) у сузір'ї Годинник.
Цей об'єкт міститься в оригінальній редакції індексного каталогу.